# Ридли, Генри Николас
Генри Николас Ридли (англ. Henry Nicholas Ridley; 10 декабря 1855, Норфолк — 24 октября 1956, Кью, Большой Лондон) — английский ботаник и геолог.

## Биография
Генри Николас Ридли был первым научным руководителем Сингапурских ботанических садов с 1888 по 1911 год.
Генри Николас Ридли был в значительной степени ответственен за установление резиновой промышленности на полуострове Малакка, где он жил в течение двадцати лет перед публикацией в 1930 году одной из своих самых важных научных работ. Эта научная работа была результатом его собственных наблюдений на протяжении нескольких лет.
Генри Николас Ридли уехал из Сингапура в 1911 году и жил в Англии до конца своей жизни.

## Научная деятельность
Генри Николас Ридли специализировался на папоротниковидных и на семенных растениях, а также на микологии.

## Научные работы
- 1889: Botanical papers, Сингапур: Royal Asiatic Society, Straits Branch.
- 1889: Отчет о разрушении кокосовых пальм жуками (Report on the destruction of coco-nut palms by beetles), Сингапур: the Government Printing Office.
- 1897: Малайские названия растений, «Malay plant names», The Journal of the Straits Branch of the Royal Asiatic Society (Royal Asiatic Society) 30: 32—120 [S.l.].
- История резиновой промышленности (The story of the rubber industry, with an appendix by L. Lewton-Brain, showing the growth of the rubber industry in Malaya from 1905 to 1912), Лондон: Waterlow.
- 1907: Materials for a flora of the Malayan Peninsula, Сингапур: the Methodist Pub. House.
- 1909: The Scitamineae of the Philippine Islands, Manila: Bureau of Printing.
- 1912: Специи (Spices), Лондон: Macmilla.
- 1922—1925: Flora of the Malay Peninsula, Vols 1—5, Лондон: L. Reeve & co.
- 1930: Распространение растений по всему миру (The Dispersal of Plants Throughout the World), Ashford, Kent: L. Reeve & Co.